# Road-Tripes
 (septembre 2021).
Road-Tripes est la première série fiction de la RTBF conçue pour une diffusion sur le réseau social Instagram. Issue d'un appel à projets de la RTBF, elle suit les aventures de Sarah, une jeune travailleuse qui vient de perdre son travail qui lui permettait de payer son loyer. Sarah décide alors de se consacrer pleinement à sa carrière balbutiante d’influenceuse Instagram, mais n'a comme offre de sponsor que celle d'une marque de boucherie belge, Boudini, qui l'envoie en road trip autour de la Belgique pour faire la promotion de leurs produits, accompagnée d'une photographe (végétarienne). Au casting des 11 épisodes, on retrouve des comédiens belges comme Marine Krischer, Maïlys Teale ou encore Anton Csaszar. La série a été coréalisée par Tatiana Bertrand et Adrien Bralion.

## Synopsis
La série suit les aventures de Sarah, une jeune travailleuse qui vient de perdre son travail qui lui permettait de payer son loyer. Sarah décide alors de se consacrer pleinement à sa carrière balbutiante d’influenceuse Instagram, mais n'a comme offre de sponsor que celle d'une marque de boucherie belge, Boudini, qui l'envoie en road trip autour de la Belgique pour faire la promotion de leurs produits, accompagnée d'une photographe (végétarienne).

## Distribution
Sauf indication contraire, les informations mentionnées dans cette section peuvent être confirmées par la base de données cinématographiques IMDb,  présente dans la section « Liens externes ».
- Marine Krischer : Sarah
- Maïlys Teale : Andrea
- Anton Csaszar : Pat
- Olivier Bonjour : Boudini
- Yannick Flotte : Le Fermier
- Maurice Raty : le chef de confrérie
- Perry Vangoethem : le vegan
- Sabine Cloos : la colocataire
- Noisette : le cochon

## Fiche technique
- Titre original français : Road-Tripes
- Création et écriture : Clotilde Colson, Ambroise Bouchez-Gathelier et Maxime Roodthooft
- Réalisation : Adrien Bralion et Tatiana Bertrand
- Direction d'acteurs : Emilie Perraudeau
- Chef opérateur : Bryan Lassudry
- Ingénieur du son : Antoine Focke
- Assistant réalisateur : Perry Vangoethem
- Assistante de production : Jessica Vanlaer
- Scripte et assistant de production : Arthur Lafère
- Assistant stagiaire : Jonathan Geers
- Régisseur général : Jef Poccini
- Montage : Bryan Lassudry
- Motion design : Zéro Deux
- Production exécutive : La Belge Prod, Adrien Bralion
- Production déléguée : RTBF
- Pays d'origine : Belgique
- Langue originale : Français
- Format : 9/16 - Couleur
- Genre : Fiction, Humour, Dramédie[Quoi ?]
- Durée :11 épisodes de 6 minutes
- Nombre de saison : 1